# جاكوب هينيسي
جاكوب هينيسي (بالإنجليزية: Jacob Hennessy)‏ هو دراج بريطاني، ولد في 10 أغسطس 1996 في St Neots ‏ في المملكة المتحدة.

## وصلات خارجية
- جاكوب هينيسي على موقع الاتحاد الدولي للدراجات (الإنجليزية)
- جاكوب هينيسي على موقع أرشيف الدراجات (الإنجليزية)
- جاكوب هينيسي على موقع إحصائيات الدراجات الإحترافية (الإنجليزية)